# Prosoplus petechialis
Prosoplus petechialis là một loài bọ cánh cứng trong họ Cerambycidae.